# Рівнинні крі

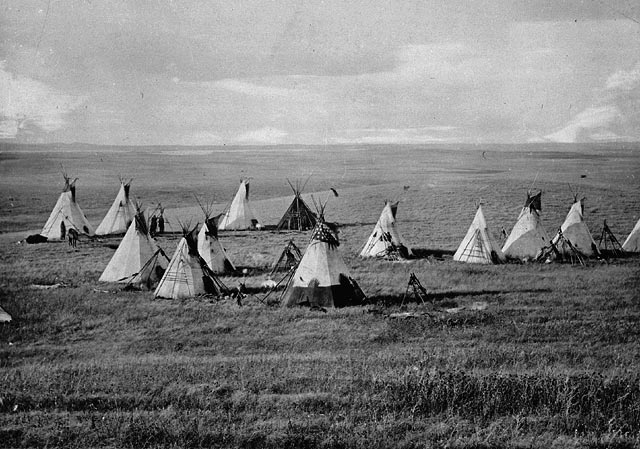
Табір рівнинних крі, Альберта, 1871 р.

Рівнинні крі (англ. Plains Cree) — алгонкіномовне індіанське плем'я в Канаді та США.

## Історія

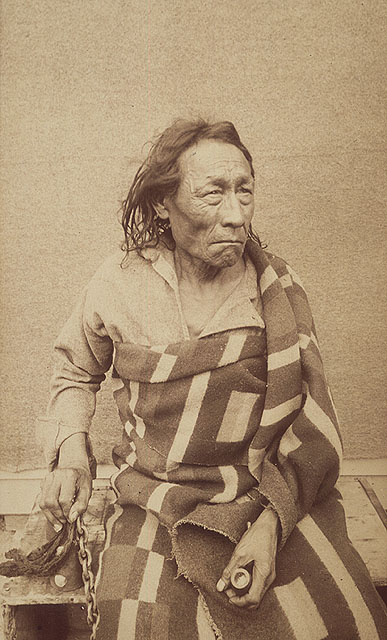
Великий Ведмідь, вождь рівнинних крі, 1885 р.

Рівнинні крі є частиною численного індіанського народу крі. Озброївшись у XVII столітті вогнепальною зброєю, крі просунулися на захід із лісів на Великі Рівнини. Поступово рівнинні крі стали торговцями, забезпечуючи рушницями племена, які не мали контактів із європейцями.
У першій половині XIX століття вони залишалися основними постачальниками вогнепальної зброї манданам, хідатса та арікара, отримуючи натомість коней і маїс. Рівнинні крі, разом зі своїми союзниками — ассінібойнами та рівнинними оджибве, постійно воювали з сіу, чорноногими, сарсі, гровантрами та східними шошонами. Їхніми основними ворогами були пікани та кайна, племена входили до конфедерації чорноногих. Остання великомасштабна битва між ними відбулася в 1870 році. Рівнинні крі атакували стоянку кайна на річці Беллі, недалеко від сучасного міста Летбридж. На виручку кайна підійшли пікани, озброєні новітніми багатозарядними рушницями. У результаті крі зазнали нищівної поразки, втративши вбитими близько 240 воїнів. Ворожнеча з чорноногими тривала до 1886 року.
Із білими людьми рівнинні крі зазвичай підтримували мир, хоча уникнути невеликих зіткнень їм не вдалося. У 1885 році частина рівнинних крі взяла участь у повстанні канадських метисів на чолі з Луї Ріелем.

## Відомі представники
- Великий Ведмідь
- Блукаючий Дух